# Gyllene Tider
Gyllene Tider (Юллене Тіде, зі швед. — золоті часи) — шведська рок-група, заснована Пером Гессле в 1979 році в Гальмстаді, Галланд, Швеція. Група відома завдяки своїм мелодіям, що легко запам'ятовуються і нехитрим текстам про літо, підліткове кохання і життя в маленькому місті; іноді їх називають шведським втіленням торгової марки «Vores Øl». Групу називають «однією з найбільших» в історії шведської музики. Багато пісень колективу в їхній рідній країні вважаються кращими піснями всіх часів.

## Історія групи
У 1977 році Пер Гессле познайомився з Матсом Перссоном («МП»), членом групи Audiovisuellt Angrepp, тоді ж вони створили дует Grape Rock. Пізніше Міке Андрессон, Андерс Херрлін та Йоран Фрітцон приєдналися до групи та утворили квінтет. Тоді ж назву гурту було змінено на Gyllene Tider. Спочатку Міке Андерсон грав на бас-гітарі, а Андерс Херрлін був ударником. Під час затискання струн у Андерссона сильно хворіли пальці і він помінявся з Герлін інструментами, на яких вони і грають досі.
Назва групи походить від Матса Ульссона (швед. Mats Olsson), кореспондента «Expressen», який написав статтю «Золоті часи хальмстадського попа» (швед. Gyllene tider för Halmstadpopen), говорячи про п'ятірку молодих музикантів.
Наступного року після виступу на міському Різдвяному фестивалі гурт став знаменитим у своєму рідному місті Хальмстад. Вони скористалися цим фактом і випустили свій перший вініловий міні-альбом Billy. Зараз цей альбом є дорогим раритетом серед шанувальників колективу, тому що у 1978 році він був проданий тиражем лише 900 копій.
У 1980 році була випущена платівка «Gyllene Tider», яка стала дуже популярною у Швеції, а перший сингл з альбому «Flickorna på TV2» (Дівчатка на другому каналі) довго тримався на вершині шведського чарту синглів.
Другий альбом, випущений у 1981 році під назвою «Moderna Tider» (Сучасні Часи) також досяг успіху на батьківщині музикантів. За ним пройшов гастрольний тур країною. Наступного року вийшов альбом «Puls» (Пульс), на який увійшли одні з найвідоміших пісень групи «Sommartider» (Літній час) і «Flickan i en Cole-Porter-sång» (Дівчинка в пісні Кола Потера).
Група намагалася досягти успіху на американському ринку в 1984 році, випустивши альбому «Heartland» (6-трекова міні-версія альбому «The Heartland Café», випущеного у Швеції) під ім'ям «Roxette». Але ідея провалилася і диск було продано тиражем лише 8000 копій. Назва Roxette Пер Гессле використав трохи пізніше для назви свого успішного дуету разом з Марі Фредрікссон.
1985 року група офіційно розпалася. Але в наступні роки виходили збірки найкращих хітів, а також проводилися спільні виступи та гастрольні тури. Особливо успішним став тур 1996 року під назвою «Återtåget».
У 2004 році група відзначила 25-річчя спільної творчої діяльності першим за 20 років, що передували цій події, студійним альбомом і великим літнім туром у липні та серпні Швецією. Тур називався «GT25» і був дуже успішний; він виявився найуспішнішим і відвідуваним гастрольним туром у Скандинавії та другим найбільшим туром усіх часів у Європі.[неавторитетне джерело] Коли група виступала на стадіоні Уллеві в Гетеборзі 7 серпня 2004 року, на стадіоні були присутні 58 977 осіб, виступ також транслювався по TV4 — четвертому каналу державного шведського телебачення. Згідно з сайтом The Daily Roxette, загалом гастролі групи у 2004 році відвідали 492 252 особи, що вивело його на друге місце за відвідуваністю серед європейських турів після італійського рок-виконавця Vasco Rossi, який зібрав під час одного літнього туру 973 709 осіб.
Записавши в 2005 році пісню «En sten vid en sjö i en skog» (зі швед. — «Камінь у лісі біля озера»), музиканти стали володарями шведської премії Греммі, а сама пісня потрапила на збірку Grammis 2005. Всі прибутки від продажу цього диска були пізніше передані Червоному Хресту, який брав участь у допомозі потерпілим від цунамі в Азії того року.[неавторитетне джерело]
У 2006 році, через 21 рік після офіційного розпаду, група продала більше альбомів у Швеції, ніж будь-який інший музикант.
Gyllene Tider зібралися разом 14 серпня 2010 року і виступили як «виступ-сюрприз» під час концерту Roxette у Гальмстаді, який також є рідним містом музикантів GT. Вони виконали три пісні — «Juni, Juli, Augusti», «Sommartider» та «När alla vännerna gått hem». Під час виконання останньої пісні Марі Фредріксон та інші музиканти Roxette приєдналися до GT на сцені та виконали цю пісню всі разом. У січні 2013 року гурт оголосив про випуск нового альбому «Dags att tänka på refrängen» та однойменного літнього туру Швецією. Альбом вийшов навесні того року, а гастролі з 19 виступів розпочалися 5 липня 2013 року в Гальмстаді та закінчилися 10 серпня в Ескільстуні. На розігріві виступала відома шведська співачка Ліннея Хенрікссон. Наприкінці 2013 року вийшла книга шведською мовою, біографія гурту з великою кількістю фотографій «Alla tiders Gyllene Tider», які раніше не публікувалися. Автори книги — Anders Roos та Jan-Owe Wikström.
У січні 2019 року було оголошено про те, що група вирушає до прощального туру, приуроченого також до сорокаріччя колективу. Гастролі пройшли містами Швеції та Норвегії. 10 травня відбувся реліз першого синглу Jag drömde jag mötte Fluortanten з прощального альбому гурту Samma skrot och korn, який вийшов 14 червня. П'ятнадцять пісень для альбому були записані на студії «La Fabrique» у французькому місті Сен-Ремі-де-Прованс. Однією з пісень на платівці є кавер-версія на пісню шведського колективу Sven-Ingvars «Någon att hålla i hand», яку в оригіналі виконав Бред Ньюмен у 1965 році.
Після закінчення туру шведський журналіст і письменник Ян-Уве Вікстрем спільно з фотографом Андерсом Россом випустив подвійну книгу «Gyllene Tider 2.019 — en sista refräng/Gyllene Tider — genom tiderna» (2019), в якій коротко описується біографія групи, а також представлені фото із прощального гастрольного туру колективу.
У жовтні 2020 року вийшла стаття в шведській газеті «Aftonbladet», в якій Гессле розповів, що йому шкода ставити хрест на групі. В 2019 Міке Сюд запропонував йому ідею випустити прощальний альбом і вирушити в тур, поки всі учасники колективу ще можуть це зробити, однак сам фронтмен вважає, що група ще може попрацювати в майбутньому.
В інтерв'ю газеті «Hallandsposten», присвяченому підготовці до серії концертів Per Gessle Unplugged влітку 2021 року, Пер Гессле згадує, що у 2021 році виповнюється 40 років з моменту виходу альбому гурту «Moderna Tider». З цієї нагоди восени 2021 року буде випущено бокс-сет із трьома LP платівками. Гессле також сподівається, що група може випустити якийсь матеріал у майбутньому, але не називає конкретних термінів.

## Склад
- Пер Гессле — гітара, вокал, губна гармошка
- Матс Перссон — гітара
- Андерс Херрлін — бас-гітара, бек-вокал
- Міке «Сюд» Андерссон — ударні, бек-вокал
- Єран Фріццон — клавішні

## Дискографія
- 1978 «Gyllene Tider EP» (також відомий як «Billy» або «жовтий EP»)
- 1980 «Gyllene Tider»
- 1981 «Moderna Tider»
- 1982 «Puls»
- 1984 The Heartland Café (6 пісень з цього альбому були випущені в США на альбомі Heartland під ім'ям Roxette)
- 1990 «Parkliv» (концерт 1981 року)
- 1997 «Återtåget Live!» (Концерт 1996 року)
- 2004 «Finn 5 fel!»
- 2004 «GT25 Live!» (концерт 2004 року) (також на DVD зі стадіону Ullevi)
- 2013 «Dags att tänka på refrängen»
- 2019 «Samma skrot och korn»

### Сингли
Список синглів і дата їх виходу наводяться за книгою Att vara Per Gessle.
- «Himmel No. 7» (10 грудня 1980 року)
- «Ska vi älska, så ska vi älska till Buddy Holly» (27 травня 1980 року)
- «När vi två blir en» (29 жовтня 1980 року)
- (Kom så ska vi) Leva livet (29 квітня 1981 року)
- Beating Heart (När vi två blir en) (вересень 1981) промо-сингл
- «Ljudet av ett annat hjärta» (24 жовтня 1981 року)
- «Ingenting av vad du behöver» (грудень 1981 року)
- «För dina bruna ögons skull» (15 лютого 1982 року) офіційний фан-клубний сингл
- «Sommartider» (18 червня 1982 року)
- «Sommartider Remix 89» (1989)
- «Flickan i en Cole Porter-sång» (7 грудня 1982 року)
- «Teaser Japanese» (30 листопада 1983 року) під ім'ям «Roxette»
- «Break Another Heart» (квітень 1984 року)
- «Flickorna på TV2» (5 вересня 1989 року)
- «Småstad» (24 листопада 1989) у проекті Per's Garage
- Det är över nu (1995) (8 травня 1995 року) перший CD-максі сингл групи
- Kung av sand (1995) (31 липня 1995 року)
- «Juni, juli, augusti» (16 вересня 1996 року)
- «En sten vid en sjö i en skog» (19 травня 2004 року)
- «Solsken» (29 квітня 2004 року)
- Jag borde förstås vetat bättre (2 лютого 2005 року)
- «Man blir yr» (2013)
- «Dags att tänka på refrängen»
- «Bäst när det gäller» (2018)
- «Jag drömde jag mötte Fluortanten»

### Збірники
- 1989 «Instant Hits» + «Pers Garage»
- 1993 «Samlade Tider»
- 1995 «Halmstads pärlor»
- 1997 «Ljudet av ett annat hjärta/En samling»
- 1997 «Återtåget Live! — Gyllene Tider live!»
- 2000 «Konstpaus» — samtliga inspelningar från 1990-talet och lite till…
- 2004 «GT 25 — Samtliga hits!»
- 2004 «GT25 Live!»

### DVD
- 1997 «Återtåget» (документальний фільм каналу TV4, живий концерт та інтерв'ю)
- 2004 «Karaoke Hits!»
- 2004 «Parkliv» (концерт та документальний фільм 1981 року, знятий Лассе Хельстромом, випущений на DVD у 2004)
- 2004 "GT25 Live! (концерт на стадіоні Ullevi у Гетеборзі, 2004 рік)

## Музика у кіно
- Пісня «Sommartider» прозвучала в британському серіалі «Статеве виховання» (2 сезон, 2 епізод) у виконанні шведського актора Мікаеля Персбрандта[11][12][13].

## Нагороди та номінації
Нагороди
- 1997 — Виконавець року (шведський Grammis)
- 1997 — Пісня року: «Gå & fiska!» (шведський Grammis)[14]
- 2004 — Кращий шведський виконавець (Nordic Music Awards)[15]
- 2005 — Найкраща поп-група року; Кращий музичний DVD року (шведський Grammy's)[14]
- 2005 — Найкраща шведська поп-пісня всіх часів — «Sommartider» (TV-show Folktoppen)
- 2005 — Найкраща група; Кращий альбом (Rockbjörnen від газети «Aftonbladet»)[16]

Номінації
- 2005 — Артист року; Пісня року («Tuffa tider/En sten vid en sjö i en skog») (шведський Grammis)
- 2005 — Кращий поп-група Швеції (Nickelodeon Kids Choice Awards)